# Eidos Montreal
Eidos Montreal is een Canadees computerspelbedrijf eigendom van Square Enix Europe, een dochterbedrijf van Square Enix. De studio werd door Eidos Interactive in 2007 opgericht, waarna het, gevolge de overname van Eidos Interactive, onderdeel werd van Square Enix.

## Spellen
| Release | Titel                     | Uitgever                       | Platform                                                        |
| ------- | ------------------------- | ------------------------------ | --------------------------------------------------------------- |
| 2011    | Deus Ex: Human Revolution | Square Enix                    | OS X, PlayStation 3, Windows, Xbox 360, Wii U                   |
| 2013    | Tomb Raider (multiplayer) | Square Enix                    | OS X, PlayStation 3, PlayStation 4, Windows, Xbox 360, Xbox One |
| 2013    | Deus Ex: The Fall         | Square Enix                    | Android, iOS, Windows                                           |
| 2014    | Thief                     | Square Enix                    | PlayStation 3, PlayStation 4, Windows, Xbox 360, Xbox One       |
| 2015    | Rise of the Tomb Raider   | Square Enix, Microsoft Studios | PlayStation 4, Windows, Xbox 360, Xbox One                      |
| 2016    | Deus Ex: Mankind Divided  | Square Enix                    | PlayStation 4, Windows, Xbox One                                |
| 2018    | Shadow of the Tomb Raider | Square Enix                    | PlayStation 4, Windows, Xbox One                                |